# Kiều hùng Suriname
Kiều hùng Suriname (danh pháp khoa học: Calliandra surinamensis) là một loài thực vật có hoa trong họ Đậu. Loài này được Benth. miêu tả khoa học đầu tiên năm 1844. Danh pháp khoa học của loài được đặt gắn liền với chỉ dẫn địa lý về quốc gia Xu-ri-nam (Suriname ở Nam Mỹ). Trong tự nhiên Kiều hùng Xu-ri-nam là loài cây bụi thường xanh có chiều cao 3-5m. Vỏ thân cây màu xám trắng, cành vươn dài. Lá cây kép lông chim 2 lần chẵn, có 1 cặp lá thứ cấp và 8-12 cặp lá tam cấp. Lá tam cấp không có lông, hình thuôn dài 1,1–6 cm (đôi khi dài tới 2,5 cm), rộng 0,3-0,4 cm (đôi khi là 0,6 cm). Lá kèm búp thon nhọn. Hoa tự đầu trạng hình cầu, cánh hoa nhỏ có màu xanh lá cây. Các nhị hoa dài hình sợi tóc vươn dài ra khỏi hoa, mỗi bông hoa có khoảng 90-100 sợi nhị có màu sắc đẹp. Hoa có thể nở gần quanh năm. Quả dạng quả đậu bên trong không vách ngăn, dài khoảng 5-7,5 cm rộng 0,8–1 cm.
Loài Kiều hùng Xu-ri-nam phân bổ tự nhiên trong vùng nhiệt đới có độ cao từ 200-700m so với mực nước biển. Cây có thể được canh tác trong mô hình nông lâm kết hợp có tác dụng che bóng giai đoạn non cho cây công nghiệp và cải tạo đất. Người ta cũng có thể dùng lá làm thức ăn cho gia súc trong mùa khô lạnh. Gần đây loài cây này được nhân giống và trồng nhiều nơi trên thế giới để làm cảnh do vẻ quyến rũ từ các bông hoa có nhị nhiều, dài và đẹp.

## Hình ảnh

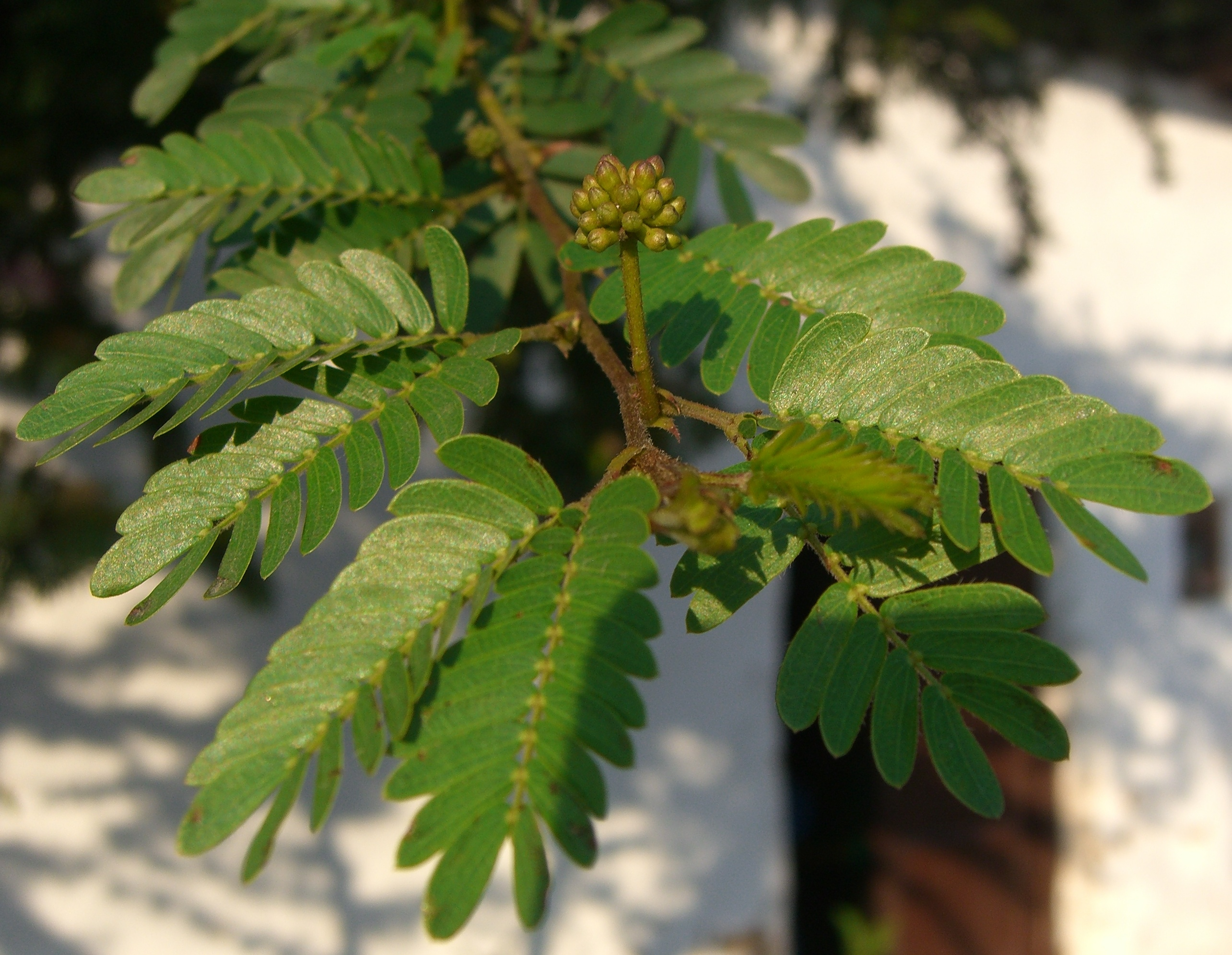
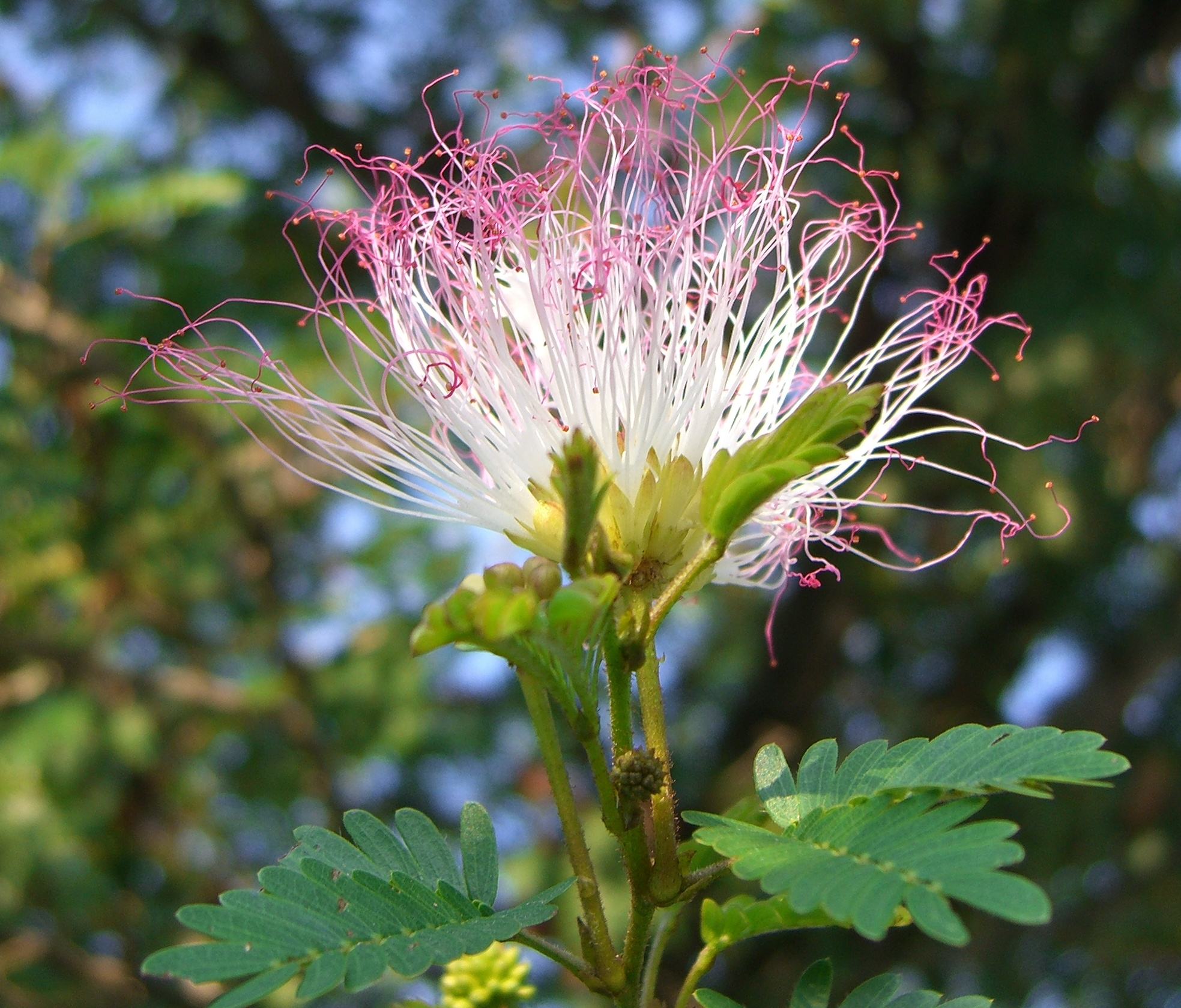
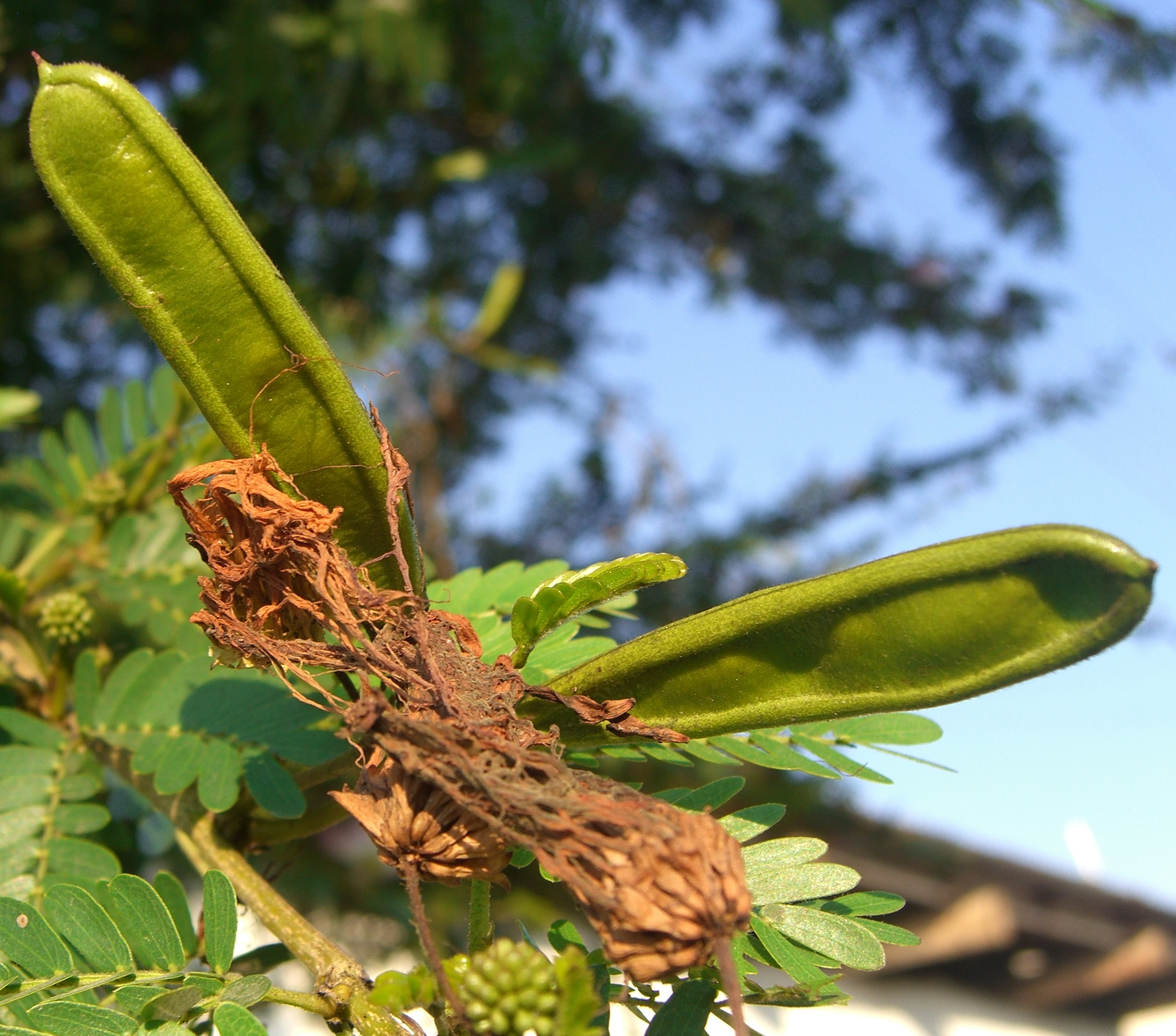
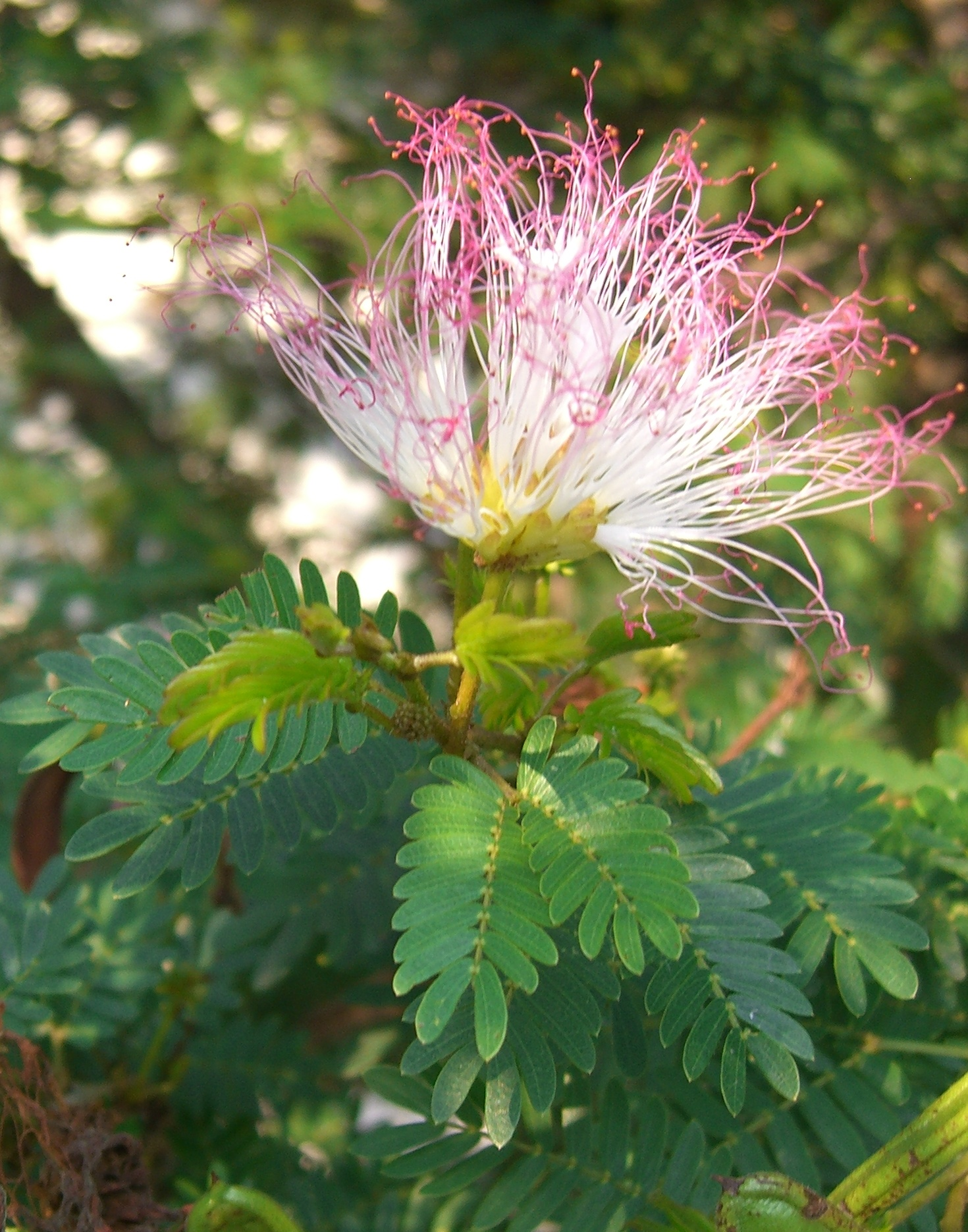